# با او حرف بزن
با او حرف بزن (به اسپانیایی: Hable con ella) فیلمی اسپانیایی و در ژانر درام به کارگردانی پدرو آلمودوار محصول سال ۲۰۰۲ است. این فیلم در سال ۲۰۰۳ موفق به کسب جایزه اسکار بهترین فیلم‌نامه غیراقتباسی شد.

## داستان
«بنینیو مارتین» یک پرستار مرد است که در نزدیکی خانه‌اش یک سالن تمرین رقص وجود دارد. او هرروز تمرین‌ها را به خاطر وجود دختری به نام «آلیشیا» تماشا می‌کند و به او دل می‌بازد.
او هرگز با آلیشیا رو در رو صحبت نمی‌کند تا این که یک روز فرصت مناسب را می‌یابد اما چند روز بعد او تصادف شدیدی می‌کند و به اغما فرو می‌رود. از طرفی مردی به نام «مارکو» که یک آرژانتینی است دوست دخترش «لیدیا» را که یک ماتادور (گاوباز) است به دلیل صدمه در حین گاوبازی و در حال کما به همان مرکزی می‌برد که بنینیو در آن کار می‌کند…

## بازیگران
- خاویر کامارا در نقش بنینیو
- داریو گراندینتی در نقش مارکو
- لئونور واتلینگ در نقش آلیشیا
- روساریو فلورس در نقش لیدیا
- جرالدین چاپلین در نقش معلم رقص آلیشیا
- النا آنایا در نقش آنخلا
- پاز وگا در نقش آمپارو
- کارمن ماچی
- فله مارتینس
- کائتانو ولوزو
- ماریولا فوئنتس
- فرناندو گی‌ین کوئربو
- چوس لامپره‌آبه
- آنا فرناندس

## موسیقی
آلبرتو ایگلسیاس ساختِ موسیقی این فیلم را بر عهده گرفت. در آخرین قطعهٔ این موسیقی که در تیتراژ فیلم پخش می‌شود، ویسنته آمیگو از گیتار اسپانیایی و سبک نیو فلامنکو استفاده کرده‌است.